# Saralanj (Kotayk)
Saralanj (in armeno Սարալանջ?, fino al 1945 Tulinabi) è un comune dell'Armenia di 1 750 abitanti (2008) della provincia di Kotayk'.